# Afon Lwyd

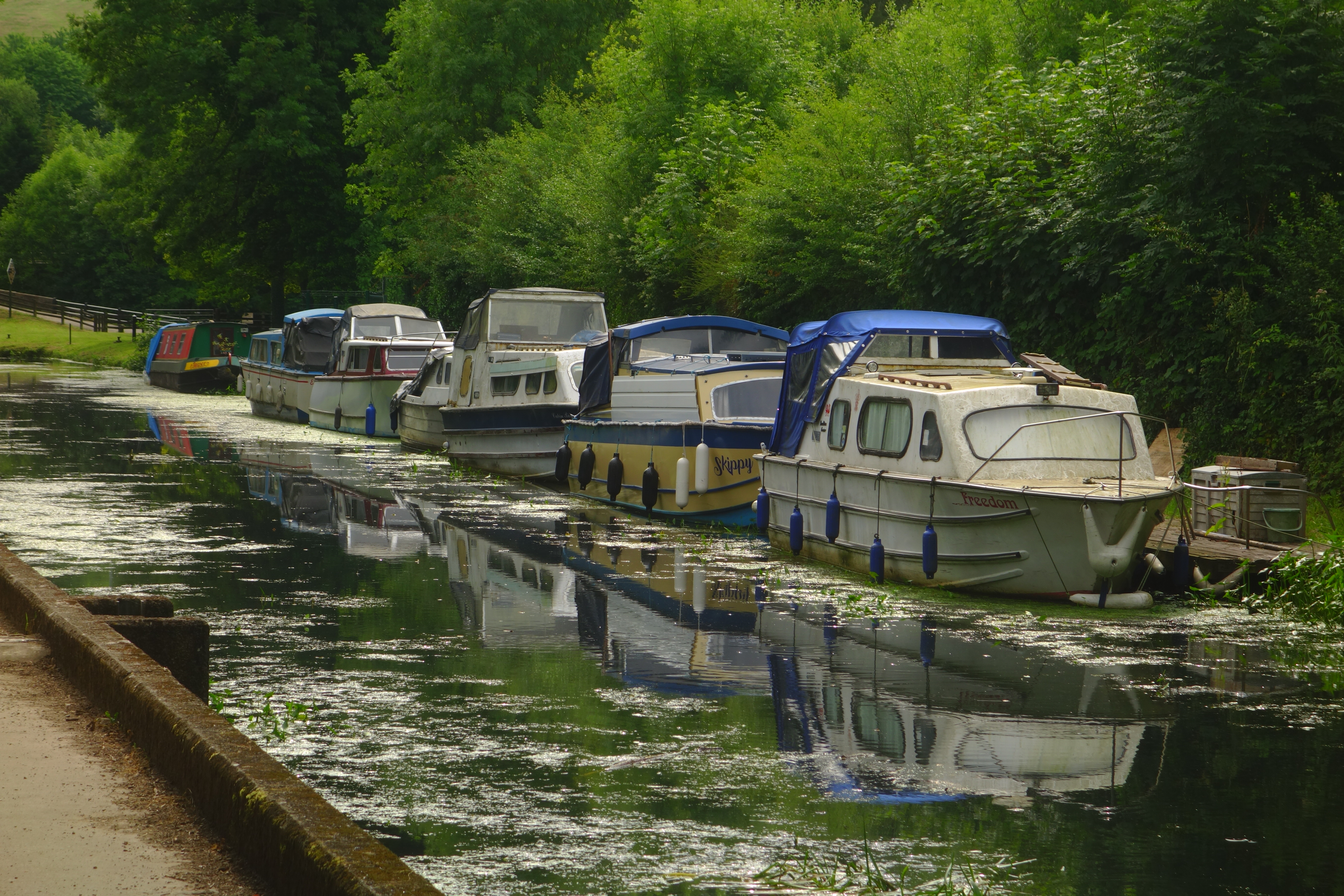
Akvedukt över Afon Lwyd, Monmouthshire och Brecon kanal.

Afon Lwyd är ett vattendrag i Storbritannien.   Det ligger i riksdelen Wales, i den södra delen av landet, 190 km väster om huvudstaden London.